# Thorius narismagnus
Thorius narismagnus är en groddjursart som beskrevs av Shannon och John E. Werler 1955. Thorius narismagnus ingår i släktet Thorius och familjen lunglösa salamandrar. IUCN kategoriserar arten globalt som akut hotad. Inga underarter finns listade i Catalogue of Life.